# パット・ウィリアムズ
ジョン・パトリック・ウィリアムズ（英語: John Patrick Williams、1937年10月30日 - 2025年6月25日）は、アメリカ合衆国の政治家。所属政党は民主党。モンタナ州下院議員、同州選出連邦下院議員を務めた。

## 経歴・人物
1937年10月30日にモンタナ州ヘレナに誕生する。モンタナ大学とデンバー大学で学んだ後、1961年から1969年までモンタナ州立警備隊で軍務に就き、1963年から1969年までビュートの高校で教師として務めた。1966年にシルバーボウ郡の第23区からモンタナ州下院議員に選出され、1968年にも再選された。1969年から1971年まで、モンタナ州下院議員ジョン・メルチャーのエグゼクティブ・アシスタントを務めた。1972年から1978年までは雇用・職業訓練評議会の委員を務め、1972年から1973年までモンタナ州選挙区再編委員会の委員を務めた。
1974年にモンタナ州第1選挙区の民主党候補として予備選挙に出馬し、後に上院議員となるマックス・ボーカスと指名を争ったが、落選した。1978年、ウィリアムズは同じ選挙区に立候補し、民主党予備選挙でドロシー・ブラッドリーら5人の対立候補を破り、指名を獲得。本選挙では、州でも最大規模と言われる戸別訪問キャンペーンを行い、共和党のジム・ウォルターマイアーを21,922票もの大差で破って下院議員に就任した。その後も安定した票差で当選し続けたが、1990年の国勢調査の結果、モンタナ州に配分する下院議員議席が2議席から1議席へと減らされたため、1992年にモンタナ州は2つの選挙区を廃止して定数1の全州選挙区を設置することになった。選挙区改編後初めて行われた1992年選挙でウィリアムズはモンタナ州第2選挙区選出の共和党現職議員ロン・マーレニーと議席を争った。選挙の結果、ウィリアムズは56郡中41郡でマーレニーに敗れたものの、ルイスアンドクラーク郡やシルバーボウ郡などの人口の多い郡での勝利を重ね、ウィリアムズ(203,711票)はマーレニー(189,570票)を僅差で破った。1994年選挙では、48.67％の得票率で共和党のサイ・ジャミソンを破り、9選を果たした。1996年選挙には出馬せず、議員職から離れることとなった。2021年現在、ウィリアムズ以降モンタナ州選出の民主党下院議員は現れていない。
2025年6月25日死去。87歳没。

## 政治的立場

### 芸術政策
1980年代後半から1990年代前半にかけての文化戦争(Culture Wars)の中で、国立芸術基金(NEA)を擁護したことで全米の注目を集めた。
1987年9月にノースカロライナ州ウィンストン・セーラムにあるサウスイースタン現代美術センター（SECCA）は、NEAから75,000ドルの助成金を受け、第7回「Awards in the Visual Arts」を主催した。受賞作品の中には、写真家アンドレス・セラーノの「Piss Christ」が選ばれた。同作品はセラーノの尿が入った水槽にプラスチック製のキリスト磔刑像を沈めた様子を写真で撮影したものだった。1988年7月、ペンシルバニア大学の現代美術研究所（ICA）がNEAの助成金を受けて、ロバート・メイプルソープの作品の回顧展を開催した。展示されたメイプルソープの作品の一部はセクシュアルなものであった。
第7回「アワーズ・イン・ザ・ビジュアル・アーツ」の展覧会の終了後、キリスト教原理主義団体のアメリカ家族協会(AFA)のドナルド・E・ウィルドモン牧師は、セラーノの写真が掲載されたカタログを見て、セラーノとその作品を非難したほか、資金の拠出を行ったNEAの責任者の辞任を要求した。AFAをはじめとする保守系団体や共和党指導者層もNEAを非難した。しかし、下院の高等教育および職業訓練小委員会の委員長を務めていたウィリアムズは、同基金の擁護を行った。1990年5月17日にウィルドモン牧師は、ウィリアムズの選挙区の有権者にメイプルソープの作品のコピーを送ると脅した
。
議会では共和党のジェシー・ヘルムズ上院議員（NC）とアルフォンス・ダマト上院議員（NY）を中心にNEAへの批判が巻き起こり、1989年7月26日、ヘルムス議員は「猥褻・猥雑」な芸術を連邦政府が支援することを防ぐための修正案を提出した。同年10月、ウィリアムズはコールマン代議士とともに、ウィリアムズ・コールマン妥協案を発表した。この法案は、財団の助成金交付手続きの構造を変更し、猥褻性の判断を最高裁に委ねるほか、州や地方の芸術機関に対するNEAの助成金の割合を増やし、農村部や都心部、芸術教育への助成金を増やして一般市民の芸術へのアクセスを向上させるというものだった。激しい議論の末、内務省予算案の上下両院協議会では、ウィリアムズ・コールマン妥協案の文言がヘルムス修正案などの他の修正案よりも優先して採用され、その後法制化された。
NEAを支援したことで、反対派からは「ポルノ・パット」と呼ばれ、ワシントンD.C.とモンタナ州の空港では、看板を持った抗議者が彼に詰め寄ったこともあった。
1997年に下院議員を辞任した後もウィリアムズは芸術への支援を表明し続け、モンタナ州ヘレナで芸術政策や資金調達に関する会合を開催している。2010年にはブライアン・シュバイツァーモンタナ州知事から、国立芸術基金の保護に尽力したとして、知事芸術賞を授与された。

## 政界引退後の活動
ロッキー・マウンテン・ウェストセンターのシニアフェロー兼地域政策アソシエイト、全米大学運営委員会、全米ジョブ・コア協会、部族の大学に関する大統領諮問委員会の理事を務めたほか、政府支援機関の奨学金サリーメイの理事を務めていた。また、新聞にコラムを寄稿することもあった。

## 家族
- 妻：キャロル（英語版）- モンタナ州上院議員(2004年 - 2012年)、モンタナ州下院議員(1999年 - 2000年)。州上院多数党院内総務も務めたが、これはモンタナ州史上初の女性院内総務であった[16]。
- 娘: ホイットニー（英語版）- 2020年モンタナ州知事選挙に出馬するも、民主党予備選でマイク・クーニー副知事に敗れた[17]。
- 息子: グリフ（英語版）- 画家、アートインストラクター[18]
- いとこ:
- イーベル・クニーベル（英語版）- スタントパフォーマー。オートバイ殿堂入り(1999年)。